# Ryansoro
Ryansoro è un comune del Burundi situato nella provincia di Gitega con 35.835 abitanti (censimento 2008).

## Geografia antropica

### Suddivisioni amministrative
Il comune è suddiviso in 17 colline.